# Doctrina (derecho)
En el Derecho, la doctrina es una reflexión teórica relativa a las diferentes cuestiones jurídicas que plantea la organización y contenido del ordenamiento jurídico, que puede estudiarse sobre todo a través de la enorme cantidad de literatura jurídica que existe.
Es una fuente material del derecho[cita requerida], y tiene una indudable transcendencia en el ámbito jurídico. En el siglo XIX fue Friedrich Karl von Savigny, quien resaltó la importancia del trabajo y la doctrina de los juristas.
La doctrina jurídica surge principalmente de las universidades, que estudian el derecho vigente y lo interpretan dentro de la ciencia del derecho. No tiene fuerza obligatoria, y no se reconoce como fuente oficial del derecho en la mayoría de los sistemas jurídicos. 
Por la vía de los hechos, sin embargo, constituye una fuerza de convicción para el juez, el legislador y el desarrollo del derecho consuetudinario, dado que la opinión y la crítica de los teóricos del derecho influye en la formación de la opinión de los que, posteriormente, crean normas nuevas o aplican las existentes.
La doctrina estudia los manantiales de donde brota el derecho: investiga el papel histórico y las relaciones existentes entre las diversas fuentes; esclarece el significado de las normas y elabora, para entender en toda su extensión, el significado de los modelos jurídicos.